# Monumento a los combatientes judíos (Viena)
El monumento a los combatientes judíos (en alemán: jüdisches Kriegerdenkmal) es un monumento a los caídos en la Primera Guerra Mundial de la población judía vienesa, ubicado en el cementerio militar judío, parte del cementerio central de Viena (Zentralfriedhof) en Simmering, Viena (Austria).

## Historia y diseño
La creación de un monumento a los soldados judíos caídos de la ciudad de Viena fue ideada por primera vez por la Comunidad Israelita de Viena (Israelitische Kultusgemeinde Wien), considerando como lugar de ubicación la recién creada sección militar del sector judío del cementerio central de Viena. Esta propuesta fue aplazada en principio por la consideración de otra propuesta que había recibido el cementerio, la de reubicar en su recinto un monumento ya creado al archiduque Rainer. Sin embargo, aquella propuesta no prosperó debido al tamaño del monumento y a que no encajara en el plan conceptual del cementerio, siendo rechazada oficialmente en noviembre de 1919.
En agosto de 1926 se enviaron invitaciones para la participación en un concurso sobre el diseño arquitectónico del monumento a arquitectos judíos de toda Viena, con documentación que incluía reseñas históricas y especificaciones.Tras dos reuniones del comité responsable bajo la dirección de Clemens Holzmeister, se declaró a Leopold Ponzen del concurso y el 8 de noviembre se le encomendó la elaboración de los planos detallados requeridos para su posterior aprobación.
A partir del 8 de julio de 1927 se publicaron en los periódicos de Viena anuncios que pedían la colaboración de la población judía de la ciudad para que facilitasen a la Kultusgemeinde los nombres y fechas de defunción de sus familiares que habían muerto combatiendo en la Gran Guerra, para que pudieran ser grabados en el futuro monumento. Debido a la gran cantidad de respuestas y falta de sitio para incluir la totalidad de ellos, se decidió que los nombres de los soldados enterrados en Viena se iban a grabar en el interior el monumento como era previsto, mientras que los nombres de los demás soldados caídos que se encontraban enterrados en otros cementerios y aquellos desaparecidos en la guerra y declarados muertos, fueron a inmortalizarse en tablillas de mármol guardadas en el adyacente salón ceremonial que formarmaba parte del complejo monumental. Las tablillas, desaparecidas desde finales de los años 1930, eran obra del maestro cantero A. Sonnenschein, quien también había participado en la creación de un complejo funerario para dieciséis prisioneros de guerra judíos rusos enterrados en otra sección del cementerio central.
Entre septiembre de 1927 y 1928 se llevaron a cabo las obras del monumentos dirigidas por el maestro de obras y reputado pintor y grabador judeoalemán Max Liewer, siguiendo los planos de Ponzen. El monumento se inauguró en una solemne ceremonia el 13 de octubre de 1929 en presencia del canciller federal austriaco Johann Schober, el comandante en jefe de las fuerzas militares de la ciudad Otto Wiesinger y el presidente de la comunidad judía de Viena Alois Pick.
Entre 1932 y 1937, la Unión de soldados judíos del frente en Austria (Bund Jüdischer Frontsoldaten Österreichs) organizaba en sitio del monumento una ceremonia de conmemoración anual muy concurrida, con la participación de una formación honoraria de las Fuerzas Armadas de Austria. En 1934 se registraron unos 30 000 visitantes que acudieron a la ceremonia.

#### En tiempos del nacionalsocialismo
Durante la noche de los cristales rotos (Reichskristallnacht), en noviembre de 1938, el salón ceremonial sufrió graves daños, de los que nunca se recuperó (en 1977 sería demolido definitivamente). No se sabe nada del paradero de las placas conmemorativas creadas por Sonnenschein.
A diferencia del salón de ceremonia, el monumento en sí, como también el cementerio militar judío en su mayor parte, se salvaron de destrucción durante el periodo del nacionalsocialismo y se han mantenido sin cambios hasta el día de hoy.

#### Actualidad
Actualmente la entidad encargada de la gestión del monumento es la Cruz Negra Austriaca (Österreichisches Schwarzes Kreuz). El Comando Militar de Viena celebra una ceremonia anual de colocación de ofrendas florales en el Día de los Difuntos.

## Descripción
El monumento a los combatientes judíos es la estructura principal del cementerio judío y unos de los principales hitos del cementerio central de Viena. Se encuentra en el borde del cementerio semicircular y tiene la forma de una torre defensiva octogonal almenada.